# Municipio de Cottleville
El municipio de Cottleville (en inglés: Cottleville Township) es un municipio ubicado en el condado de St. Charles en el estado estadounidense de Misuri. En el año 2010 tenía una población de 23 534 habitantes y una densidad poblacional de 463,05 personas por km².

## Geografía
El municipio de Cottleville se encuentra ubicado en las coordenadas 38°43′1″N 90°37′45″O / 38.71694, -90.62917. Según la Oficina del Censo de los Estados Unidos, el municipio tiene una superficie total de 50.82 km², de la cual 47,32 km² corresponden a tierra firme y (6,89 %) 3,5 km² es agua.

## Demografía
Según el censo de 2010, había 23 534 personas residiendo en el municipio de Cottleville. La densidad de población era de 463,05 hab./km². De los 23 534 habitantes, el municipio de Cottleville estaba compuesto por el 90,79 % blancos, el 4,31 % eran afroamericanos, el 0,14 % eran amerindios, el 2,54 % eran asiáticos, el 0,43 % eran de otras razas y el 1,78 % eran de una mezcla de razas. Del total de la población el 1,83 % eran hispanos o latinos de cualquier raza.